# Maximilien Chastanet
Pour les articles homonymes, voir Chastanet.
Maximilien Chastanet, né le 15 mars 1996 au Havre, est un escrimeur français pratiquant le fleuret. Il est membre de l'équipe de France masculine de fleuret.

## Biographie
Maximilien Chastanet remporte les épreuves d'escrime à l'Universiade d'été 2015 à Gwangju en individuel et par équipes. La saison suivante, il remporte les championnats d'Europe junior individuel en 2016 et finit numéro 1 mondial junior.
Il termine pour la première fois sur le podium d'une épreuve de coupe du monde au Grand Prix d'Incheon en 2022. Pour sa première participation aux championnats d'Europe en 2022, il est médaillé de bronze en fleuret individuel. Il remporte également la médaille d'argent par équipes.
Il est ensuite médaillé de bronze en fleuret par équipes la même année aux championnats du monde au Caire. Il est classé au 12ème rang mondial à l'issue de la saison 2021-2022.

## Palmarès

### Sénior
- Jeux Olympiques
  -  Médaille de bronze par équipes aux Jeux Olympiques d'été  2024 à Paris

- Championnats du monde
  -  Médaille de bronze par équipes aux championnats du monde 2022 au Caire

- Championnats d'Europe
  -  Médaille d'or par équipes aux championnats d'Europe 2024 à Bâle
  -  Médaille de bronze en individuel aux championnats d'Europe 2022 à Antalya
  -  Médaille d'argent par équipes aux championnats d'Europe 2022 à Antalya

- Épreuves de coupe du monde
  -  Médaille de bronze en individuel au Grand Prix d'Incheon en mai 2022

- Universiades
  -  Médaille d'or en individuel à l'Universiade d'été de 2015 à Gwangju
  -  Médaille d'or par équipes à l'Universiade d'été de 2015 à Gwangju

- Championnats de France
  -  Médaille d'or par équipes aux championnats de France 2019 à Nantes
  -  Médaille d'or par équipes aux championnats de France 2021
  -  Médaille d'or par équipes aux championnats de France 2022 à Antony
  -  Médaille de bronze par équipes aux championnats de France 2023
  -  Médaille d'or individuel en 2024

- Championnats d'Europe des Clubs
  -  Médaille d'or par équipes (Issy Mousquetaires )en 2022
- Championnats Universitaires Américains - NCAA
  -  Médaille d'or individuel aux Championnats Universitaires Américains - NCAA 2016 à Brandeis, Massachusetts[7].
  -  Médaille de bronze individuel aux Championnats Universitaires Américains - NCAA 2017 à Indianapolis, Indiana[7].

### Junior
- Championnats d'Europe Junior d'escrime
  -  Médaille d'or en individuel aux championnats d'Europe juniors 2016 à Novi Sad
  -  Médaille de bronze en individuel aux championnats d'Europe juniors 2015 à Maribor
- Coupe du monde junior d'escrime
  -  Vainqueur du Challenge Licciardi en 2013
- Champion de France Junior individuel et par équipes en 2015
- Champion de France Minime individuel en 2011 et Cadet individuel  en 2013

## Décorations
- Chevalier de l'ordre national du Mérite (2024)[8]